# Evangelía Moraïtídou
Evangelía Moraïtídou (en grec moderne : Ευαγγελία Μωραϊτίδου), née le 26 mars 1975 à Athènes, est une joueuse de water-polo internationale grecque. Elle remporte la médaille d'argent lors Jeux olympiques d'été de 2004 avec l'équipe de Grèce.

## Palmarès

### En sélection
- Grèce
  - Jeux olympiques :
    - Médaille d'argent : 2004.

  - Ligue mondiale :
    - Vainqueur : 2005.
    - Troisième : 2007.